# Răcășdia
Răcășdia é uma comuna romena localizada no distrito de Caraș-Severin, na região histórica do Banato parte da Transilvânia). A comuna possui uma área de 58.29 km² e sua população era de 2053 habitantes segundo o censo de 2007.